# Der Tod kommt nie allein
Der Tod kommt nie allein (Originaltitel: Partners in Crime) ist ein US-amerikanischer Thriller aus dem Jahr 2000. Die Regie führte Jennifer Warren, in den Hauptrollen waren Rutger Hauer und Paulina Porizkova zu sehen.

## Handlung
Der zweimal geschiedene Polizist Gene Reardon erzieht eine minderjährige Tochter, die der zweiten Ehe entstammt. Als ein Unternehmer entführt wird, wird Reardon beauftragt, die Kontakte mit dem FBI aufrechtzuerhalten. Die FBI-Ermittlungen leitet Wallis P. Longsworth, die erste Ehefrau von Reardon.
Die Kidnapper verlangen eine Million US-Dollar. Reardon kommt merkwürdig vor, dass die Entführer behaupten, von einem Versuch der Registrierung der Nummern der Banknoten erfahren zu können. Als das Opfer in der Nähe des Hauses von Reardon tot aufgefunden wird, wird er verdächtigt, zu den Entführern zu gehören. Seine Ex-Frau setzt sich für ihn ein.

## Kritiken
Der Film wurde als „psychologisch gut ausgearbeitet“, „geschickt gestrickt“ und „spannend“ bezeichnet.
Cinema lobt vorsichtig: „Hängt man die Messlatte nicht zu hoch, dann macht dieser kleine Krimi durchaus Spaß. Das Ensemble spielt sympathisch, die Inszenierung hat Atmosphäre, und die Dialoge sind nett sarkastisch: "Gibt es was Neues im Entführungsfall Philip Weems?" "Ja. Sein Vorname schreibt sich bloß mit einem ,l'."“